# Балка Лозувата
Ба́лка Лозува́та (рос. Б. Лозовата) — балка (річка) в Україні у Більмацькому районі Запорізької області. Права притока річки Гайчул (басейн Дніпра).

## Опис
Довжина балки приблизно 8,98 км, найкоротша відстань між витоком і гирлом — 8,70 км, коефіцієнт звивистості річки — 1,03. Формується декількома балками та загатами. На деяких ділянках балка пересихає.

## Розташування
Бере початок на південно-східній околиці села Очеретувате. Тече переважно на північний захід через село і на південно-східній стороні від села Новоукраїнки впадає в річку Гайчул, ліву притоку річки Вовчої.

## Цікаві факти
- Балку перетинає автошлях Т 0803[3] (автомобільний шлях національного значення на території України, Бориспіль — Кременчук — Дніпро — Запоріжжя — Пологи — Маріуполь. Проходить територією Київської, Черкаської, Полтавської, Кіровоградської, Дніпропетровської, Запорізької та Донецької областей.).
- У XX столітті на балці у селі Руденка існували газгольдер та газова свердловина[2].